# Citronella silvatica
Citronella silvatica är en järneksväxtart som beskrevs av José Cuatrecasas. Citronella silvatica ingår i släktet Citronella och familjen Cardiopteridaceae. Inga underarter finns listade i Catalogue of Life.